# Nigeria na Mistrzostwach Świata w Lekkoatletyce 2015
Nigeria na Mistrzostwach Świata w Lekkoatletyce 2015 – reprezentacja Nigerii podczas Mistrzostw Świata w Pekinie liczyła 12 zawodników, z których żaden nie zdobył medalu.

## Występy reprezentantów Nigerii

### Mężczyźni

#### Konkurencje biegowe
| Konkurencja                | Zawodnik     | Runda 1  | Runda 1 | Półfinał | Półfinał | Finał    | Finał   |
| Konkurencja                | Zawodnik     | Rezultat | Pozycja | Rezultat | Pozycja  | Rezultat | Pozycja |
| -------------------------- | ------------ | -------- | ------- | -------- | -------- | -------- | ------- |
| Bieg na 200 m              | Tega Odele   | 20,49    | 30.     | NQ       | NQ       | NQ       | NQ      |
| Bieg na 400 m przez płotki | Miles Ukaoma | 49,38    | 22.     | NQ       | NQ       | NQ       | NQ      |

#### Konkurencje techniczne
| Konkurencja | Zawodnik  | Eliminacje | Eliminacje | Finał    | Finał   |
| Konkurencja | Zawodnik  | Rezultat   | Pozycja    | Rezultat | Pozycja |
| ----------- | --------- | ---------- | ---------- | -------- | ------- |
| Trójskok    | Tosin Oke | 16,74      | 11. q      | 16,81    | 8.      |

### Kobiety

#### Konkurencje biegowe
| Konkurencja                | Zawodniczka                                                  | Runda 1      | Runda 1 | Półfinał   | Półfinał | Finał    | Finał   |
| Konkurencja                | Zawodniczka                                                  | Rezultat     | Pozycja | Rezultat   | Pozycja  | Rezultat | Pozycja |
| -------------------------- | ------------------------------------------------------------ | ------------ | ------- | ---------- | -------- | -------- | ------- |
| Bieg na 100 m              | Blessing Okagbare                                            | 11,07        | 7. Q    | 10,89      | 4. Q     | 11,02    | 8.      |
| Bieg na 200 m              | Blessing Okagbare                                            | DNS          | DNS     | NQ         | NQ       | NQ       | NQ      |
| Bieg na 400 m              | Tosin Adeloye                                                | 52,42        | 33.     | NQ         | NQ       | NQ       | NQ      |
| Bieg na 400 m              | Patience George                                              | 50,97        | 9. Q    | 50,76 (PB) | 10.      | NQ       | NQ      |
| Bieg na 400 m              | Regina George                                                | 51,74        | 25.     | NQ         | NQ       | NQ       | NQ      |
| Bieg na 100 m przez płotki | Lindsay Lindley                                              | 13,30        | 31.     | NQ         | NQ       | NQ       | NQ      |
| Bieg na 400 m przez płotki | Amaka Ogoegbunam                                             | 58,16        | 33.     | NQ         | NQ       | NQ       | NQ      |
| Sztafeta 4 × 100 m         | Gloria Asumnu Stephanie Kalu Deborah Odeyemi Cecilia Francis | 43,89        | 16.     | —          | —        | NQ       | NQ      |
| Sztafeta 4 × 400 m         | Regina George Funke Oladoye Tosin Adeloye Patience George    | 3:23,27 (SB) | 3. Q    | —          | —        | 3:25,11  | 5.      |

#### Konkurencje techniczne
| Konkurencja | Zawodniczka  | Eliminacje | Eliminacje | Finał    | Finał   |
| Konkurencja | Zawodniczka  | Rezultat   | Pozycja    | Rezultat | Pozycja |
| ----------- | ------------ | ---------- | ---------- | -------- | ------- |
| Skok wzwyż  | Doreen Amata | 1,92       | 1.         | 1,88     | 12.     |

| Siedmiobój      | Siedmiobój         | Siedmiobój   | Siedmiobój | Siedmiobój |
| Zawodniczka     | Konkurencja        | Wynik        | Punkty     | Pozycja    |
| --------------- | ------------------ | ------------ | ---------- | ---------- |
| Uhunoma Osazuwa | Bieg na 100 m p.pł | 13,75        | 1014       | 20.        |
| Uhunoma Osazuwa | Skok wzwyż         | 1,83         | 1016       | 9.         |
| Uhunoma Osazuwa | Pchnięcie kulą     | 11,79        | 647        | 32.        |
| Uhunoma Osazuwa | Bieg na 200 m      | 24,36        | 946        | 10.        |
| Uhunoma Osazuwa | Skok w dal         | 6,21 (SB)    | 915        | 8.         |
| Uhunoma Osazuwa | Rzut oszczepem     | 36,88        | 608        | 27.        |
| Uhunoma Osazuwa | Bieg na 800 m      | 2:21,36 (PB) | 805        | 19.        |
| Razem           | Razem              | Razem        | 5951       | 18.        |